# 西田青坡
西田 青坡（にしだ せいは、1895年(明治28年) - 1979年(昭和54年)2月9日）は、明治時代から昭和時代にかけての日本画家。

## 来歴
鏑木清方の門人。本名は孝一。青坡と号す。東京生まれ。伯父の西田伝助が条野採菊とともに『東京日々新聞』を創刊した縁により、清方の内弟子になった。清方は1906年の暮れに日本橋浜町2丁目に移転しており、孝一はこの時期に入門している。常に清方のそばにいて、雑司が谷の控え家の留守居役を務め、清方が「黒髪」制作の際には目黒の竹林を探し歩いている。清方の門には後に1910年には川瀬巴水が、1911年に伊東深水が、1915年に笠松紫浪が入門してくる。1910年10月の第21回烏合会展に本名の西田孝一として「郊外」を出品、翌年の第22回烏合会展にも本名で「長旅」を出品している。1913年3月の第13回巽画会展に出品した「食堂の女」が褒状三等を受賞した。また、翌1914年3月に開催された東京大正博覧会には「木場の娘」という作品を出品している。郷土会展には、1916年の第2回展に「吉か凶か」、「にい妻」を、1917年の第3回展に「渡場の娘（渡船場の娘）」、「晴」を、1918年の第4回展に「薫」を、1920年の第5回展に「通学」、「砂丘」を出品している。官展では、1928年に第9回帝展に「新川河岸」を出品すると、初入選を果たすが、これ以降、帝展や新文展において入選することはなかった。1923年9月1日の関東大震災の時には、清方とともに被災、一時行方不明となっていた長女の居場所に真っ先に気が付き、探し当てている。その後、再び、1924年の第9回郷土会展に「少女」、1926年の第11回同展に「浅草所見」、1927年の第12回同展に「砂あそび」、1928年の第13回同展に「おほり端」を出品、同年7月開催の郷土会第二部第1回展覧会に「廻り燈籠」を出品した。翌1929年の第14回郷土会展にも「夕映（夕ばえ）」、さらに1930年の第15回同展に「祭の夕」を出品している。同1930年2月から3月にかけて、清方が関西へ旅行した際にも青坡が同行、さらに1944年4月に戦災により茅ヶ崎町菱沼海岸へ疎開をした時にも同行している。1979年2月9日没。享年84。